# Plethus segitiga
Plethus segitiga är en nattsländeart som beskrevs av Wells och Huisman 1993. Plethus segitiga ingår i släktet Plethus och familjen smånattsländor. Inga underarter finns listade i Catalogue of Life.